# 18498 Cesaro
18498 Cesaro è un asteroide della fascia principale. Scoperto nel 1996, presenta un'orbita caratterizzata da un semiasse maggiore pari a 2,2694760 UA e da un'eccentricità di 0,1465425, inclinata di 5,94074° rispetto all'eclittica.